# Phytocoris corticevivens
Phytocoris corticevivens är en insektsart som beskrevs av Knight 1920. Phytocoris corticevivens ingår i släktet Phytocoris och familjen ängsskinnbaggar. Inga underarter finns listade i Catalogue of Life.